# Wanda Madler
Wanda Madler (ur. 24 grudnia 1892 w Krakowie, zm. 25 sierpnia 1969 w Sztokholmie) – polska biolożka, pedagog i działaczka społeczna. Angażowała się w pomoc humanitarną podczas dwóch wojen światowych.

## Młodość
Urodziła się w Krakowie lub w majątku Rypczyńce na Podolu w rodzinie Józefy i Aleksandra Lippomanów jako ich drugie dziecko. Była wnuczką Jana Alfonsa Lippomana. Starszy brat Wandy, Władysław Lippoman, został posłem na Sejm 1 kadencji. Rodzice zadbali, by córka odebrała staranne wykształcenie podstawowe oraz średnie. Uczyła się w domu. Poznała języki obce, m.in. francuski, niemiecki i rosyjski. Szybko rodzice zauważyli jej nieprzeciętną inteligencję, umiejętność szybkiego przyswajania wiedzy oraz wytrwałość i ambicję w dążeniu do celu. W 1912 ukończyła studia biologiczne na Uniwersytecie Jagiellońskim i została doktorantką profesora Odo Bujwida, pioniera polskiej bakteriologii. Karierę naukową przerwał wybuch I wojny światowej.

## I wojna światowa

### Praca w Związku Młodzieży Polskiej ZET
Zajmowała się głównie wspieraniem walczących o odzyskanie niepodległości, a także zakładaniem sekretnych bibliotek i czytelni, kółek oświatowych oraz organizacją manifestacji wolnościowych i obchodów związanych z najważniejszymi wydarzeniami narodowościowymi.
Podczas pracy w ZET-cie poznała przyszłego męża, Stefana Madlera.

### Pobyt w Czechach
Razem z mężem zaangażowali się w pomoc dotkniętych ubóstwem uchodźcom polskich w Chocieniu w Czechach. Wanda realizowała się także w pracy z młodzieżą, dla której stworzył oddział Związku Harcerstwa Polskiego. Niedługo po przyjeździe do Czech, 31 października 1916, na świat przyszedł pierworodny Madlerów, Zbigniew.

## Okres międzywojenny

### Życie w Zamościu
Po I wojnie światowej para przeprowadziła się do Zamościa, gdzie założyła pierwsze w województwie lubelskim laboratorium bakteriologiczne. W 1918 Wanda urodziła córkę Annę.
19 kwietnia 1919 Stefan Madler zmarł przedwczesną śmiercią, walcząc z epidemią tyfusu. Po śmierci męża Wanda, jako samotna matka, zmuszona była zamknąć swoje laboratorium bakteriologiczne.
Wkrótce zatrudniła się jako nauczycielka fizyki w Gimnazjum Żeńskim im. Marii Konopnickiej. W 1922 została jego dyrektorką. Funkcję pełniła do 1929. Zasłynęła również jako współzałożycielka żeńskiej szkoły przemysłowej Polskiej Macierzy Szkolnej. Uczestniczyła w tworzeniu internatu, któremu wkrótce nadano jej imię. Przepadała za pracą z młodzieżą – jako pedagog spełniała się, organizując tzw.tygodnie dziecka. Należała do wielu środowisk, m.in. KMK (od 1926 w zarządzie), Towarzystwa Miłośników Książki w Krakowie, PMS, Narodowej Organizacji Kobiet i Towarzystwa Opieki nad Grobami Poległych. Współorganizowała wystawę książki polskiej w 1923, była też delegatką na I Zjazd Bibliofilski w 1925. Uczestniczyła w aktywizowaniu kulturalnego życia Zamościa.

### Pobyt w Białej Podlaskiej
W 1929 przeniosła się do Białej Podlaskiej, gdzie do wybuchu II wojny światowej kierowała Państwowym Żeńskim Gimnazjum im. Emilii Plater.

## II wojna światowa
26 czerwca 1940 aresztowali ją gestapowcy. Przez następnych 10 miesięcy była więziona w zamku w Lublinie. W 1941 została wywieziona do żeńskiego obozu koncentracyjnego Ravensbruck, otrzymując nr obozowy 6010. Mobilizując inne więźniarki nauczycielki, zorganizowała tajne nauczanie dla dziewcząt. Napisała podręczniki dla uczennic więźniarek. Rękopis jednego z nich przechowywany jest w muzeum w Lund. Wspólnie z więźniarkami podjęła inicjatywę opracowania książki kucharskiej. W czasie pobytu w Ravensbrück wielokrotnie poddawana była torturom i okrutnym eksperymentom, które zostawiły trwały uszczerbek na jej zdrowiu fizycznym (zdeformowane nogi) oraz psychicznym (znaczące zaburzenia snu). Mimo trwałych śladów szybko wróciła do pracy.
Podczas wojny hitlerowcy zamordowali w więzieniu lwowskim jej syna, Zbigniewa.

## Po II wojnie światowej
W końcu lutego 1945 w ramach akcji hrabiego Folke Bernardotte, razem z kilkunastoma tysiącami więźniarek, została uwolniona przez Niemców i przewieziona do Szwecji.
W obozie przejściowym udało jej się założyć polskie gimnazjum. Później założyła polską szkołę w Sztokholmie, gdzie zaangażowała się w edukowanie uchodźców. Do końca życia czynnie uczestniczyła w działaniach organizacji polskich jako prezeska Związku Byłych Więźniów Politycznych, członkini SPK oraz Rady Uchodźstwa Polskiego w Szwecji. Prowadziła polskie liceum, później przez 20 lat pracowała w Fundacji Botanicznej.
Została pochowana na cmentarzu katolickim w Sztokholmie.

## Upamiętnienia i odznaczenia
Za osiągnięcia społeczne otrzymała Złoty Krzyż Zasługi.
25 kwietnia 2016 radni miasta Zamość nadali jej imię miejskiemu rondu. Jej imię nosi również jedna z ulic w Białej Podlaskiej.